# 高階順治
高階 順治（たかしな じゅんじ、1899年〈明治32年〉10月22日 - 1989年〈平成元年〉7月13日）は、日本の哲学者。

## 経歴
出生から修学期
1899年、秋田県仙北郡千屋村で生まれた。1915年に仙北郡千屋尋常高等小学校補習科を卒業し、代用教員となった。その後秋田県師範学校で学び、1921年に卒業、東京高等師範学校に進み、1925年に卒業。1929年に東京文理科大学に入学した。佐々木秀一の長女・信と結婚する。
哲学研究者として
卒業後は、1935年から高松高等商業学校教授。1941年から東京高等師範学校教授を務めた。1947年に公職追放の対象となり、その後は金子書房に勤務。
1953年、国士舘短期大学助教授となり、拓殖大学助教授を兼ねた。1954年、国士舘短大を退職し、日本赤十字中央女子短期大学教授に就いた。1957年、東京女学館短期大学教授を兼任。1974年に日本赤十字中央女子短期大学を退職、1975年に東京女学館を退職。1989年に死去。

## 家族・親族
- 長男：高階秀爾は西洋美術史学者・東京大学名誉教授。
- 孫：高階絵里加も西洋美術史研究者。高階秀爾の娘。
- 岳父：佐々木秀一

## 著作
著書
- 『世界観的現象学』厚生閣書店 1930
- 『教育学概説講義要項：ノート兼用プリント』日本印刷所印刷 1937
- 『日本精神の哲学的解釈』第一書房、1937
- 『高等教育：商工心理学』東洋図書 1938
- 『有の世界と無の世界』第一書房 1939
- 『日本精神の根本問題』第一書房 1940
- 『倫理学講義要項 第2分冊』日本印刷所印刷 1941
- 『日本精神哲学論攷』第一書房 1943
- 『道徳学概論』東洋図書 1944
- 『祝 歌集』高階玲子編 1979

共著
- 『高等教育 哲学概説』得能文共著、東洋図書 1932

訳書
- 『現象学の問題：認識論的分析と批判』キーナスト著、モナス 1934

## 参考
- 「年譜」『祝 歌集』1979
- 『著作権台帳 文化人名録』